# 카스텔비스카르도
카스텔비스카르도(이탈리아어: Castel Viscardo)는 이탈리아 움브리아주 테르니도에 위치한 코무네이다. 페루자로부터 남서쪽 60km, 테르니로부터 북동쪽 35km 거리에 있다. 2006년 이후로 세인트 앤셀름 대학교의 고고학 학부가 이곳에 있는 에트루리아-로마 유적지를 발굴해오고 있다.